# 烏崔薩拉薩拉山
14°36′57″S 72°47′41″W / 14.61583°S 72.79472°W
烏崔薩拉薩拉山（Huch'uy Sara Sara），是秘魯的山峰，位於該國南部阿普里馬克大區，由安塔班巴省的安塔班巴區和胡安埃斯皮諾薩梅德拉諾區負責管轄，屬於萬索山脈的一部分，海拔高度5,131米。